# King of Thieves
King of Thieves è un film del 2018 diretto da James Marsh.
La pellicola, con protagonista Michael Caine, è l'adattamento cinematografico di un articolo di giornale scritto da Mark Seal che racconta la rapina a un caveau avvenuta nel 2015 ad Holborn, uno dei borghi di Londra, già trasposta sul grande schermo col film del 2017 The Hatton Garden Job.

## Trama
Una banda di anziani rapinatori, coadiuvata da un giovane tecnico informatico, assalta un ricco caveau, programmando la rapina nel dettaglio. 
Il colpo va a buon fine, ma dissidi interni, doppiogiochismo e dissapori minano l'efficacia del piano.

## Promozione
Il primo trailer del film viene diffuso il 25 giugno 2018.

## Distribuzione
La pellicola è stata distribuita nelle sale cinematografiche britanniche a partire dal 14 settembre 2018. In Italia è andato in onda il 17 luglio 2020 su Sky Cinema Uno.

## Riconoscimenti
- 2019 - International Film Music Critics Award
  - Candidatura per la miglior colonna sonora per un film d'azione/thriller/d'avventura a Benjamin Wallfisch
- 2019 - World Soundtrack Awards
  - Candidatura per il miglior compositore a Benjamin Wallfisch